# 路易斯维尔 (阿拉巴马州)
路易斯维尔（英語：Louisville），是美国阿拉巴马州下属的一座城市。面积约为2.75平方英里（约合7.12平方公里）。根据2010年美国人口普查，该市有人口519人，人口密度为188.86/平方英里（约合72.89/平方公里）。